# Люди на болоте (роман)
«Люди на болоте» (бел. Людзі на балоце) — роман белорусского писателя Ивана Мележа из цикла «Полесская хроника», написанный в 1962 году. Произведение рассказывает об установлении советской власти в обычной белорусской деревне Курени.

## Сюжеты
В романе рассказывается о жителях глухой деревеньки Курани, которая отрезана от остального мира непроходимыми полесскими болотами. Автор почти с этнографической точностью описал жизнь и быт белорусского субэтноса полешуков на примере жителей этой деревни. В романе говорится о традициях, преданиях, праздниках, плясках с песнями и многом другом.
Роман задумывался как лирическое произведение, сам автор называл его «лирическим романом». В романе подробно описаны судьба, жизнь и история любви главных героев — Василя Дятлика и Анны Чернушки. С самого начала они влюблены друг в друга, однако Ганна выходит замуж за Евхима Глушака по настоянию мачехи.

## История создания
Роман является самым значимым художественным произведением Ивана Мележа. Роман переведён на множество языков, а самим романом Мележ сделал большой и ценный вклад в национальную белорусскую литературу. Работать над циклом «Полесская хроника» автор начал в 1956 году, однако обдумывал написание книги он довольно давно. В 1961 году «Люди на болоте», которые открывают цикл полесских романов, вышли из печати.

## Награды
В 1962 году за этот роман Иван Мележ стал лауреатом литературной премии им. Якуба Коласа.
В 1972 году за романы «Люди на болоте» и «Дыхание грозы» автор стал лауреатом Ленинской премии.

## Экранизации и театральные постановки

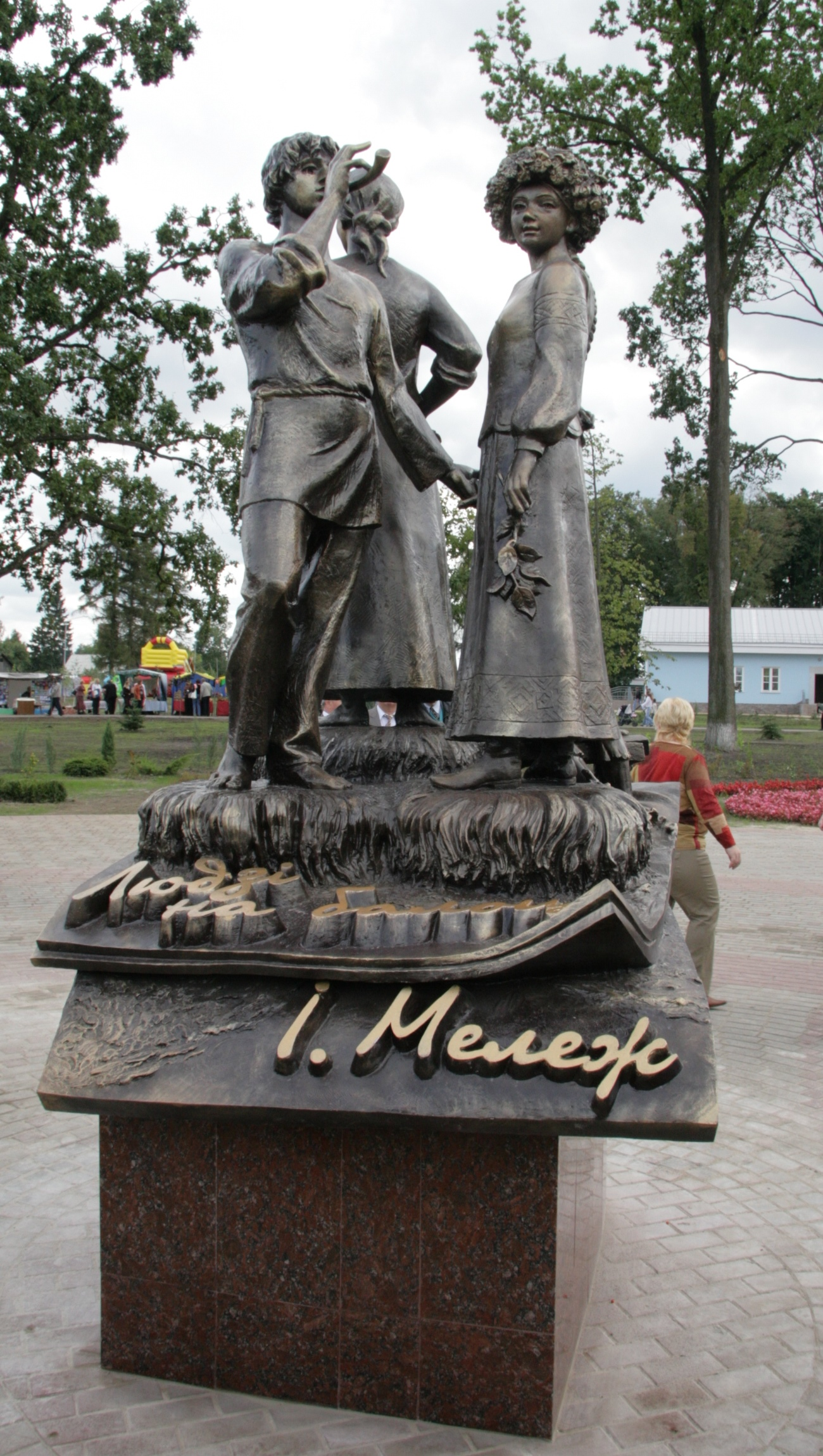
Монумент «Люди на болоте» в Хойниках

Первую экранизацию романа сделали режиссёр Александр Гуткович и сценарист Эдуард Герасимович в 1965 году на белорусском телевидении. Трёхсерийная телекартина «Люди на болоте» была основана на основных сюжетных линиях романа. Творческий коллектив получил Государственную премию БССР.
Следующую попытку экранизации сделал режиссёр Владимир Забэла в 1979 году. На Всесоюзном фестивале телевизионных спектаклей этот вариант экранизации получил один из призов.
Самой известной экранизацией романа стала работа Виктора Турова «Полесская хроника». Всего под его руководством были сняты две двухсерийные киноленты — «Люди на болоте» (1981 г.) и «Дыхание грозы» (1983 г.), а также односерийный телевизионный фильм «Апейка», которые были в 1985 году объединены в восьмисерийную телевизионную эпопею «Люди на болоте». Картина была отмечена множеством премий.
Спектакль, поставленный Борисом Эриным в Национальном академическом театре имени Янки Купалы в шестидесятые годы, стал культовым. Роль Дятлика в нём играл Геннадий Гарбук. Спектакль был на сцене девятнадцать лет и был снят с репертура только потому, что возраст главных героев стал не совпадать с возрастом актёров.
В 2012 году Игорь Онисенко поставил спектакль «Люди на болоте», который также идёт на сцене Купаловского театра.

## Переводы
На латышский язык перевёл Юлий Ванагс, на немецкий язык — Владимир Чапега (совместно с Г. Чапегой и Г. Береском, 1974), на русский язык — Наум Кислик.